# Tricholoma sulphureum
Tricholome soufré
Espèce
Tricholoma sulphureum, le Tricholome soufré, est une espèce de champignons agaricomycètes du genre Tricholoma et de la famille des Tricholomataceae.

## Description

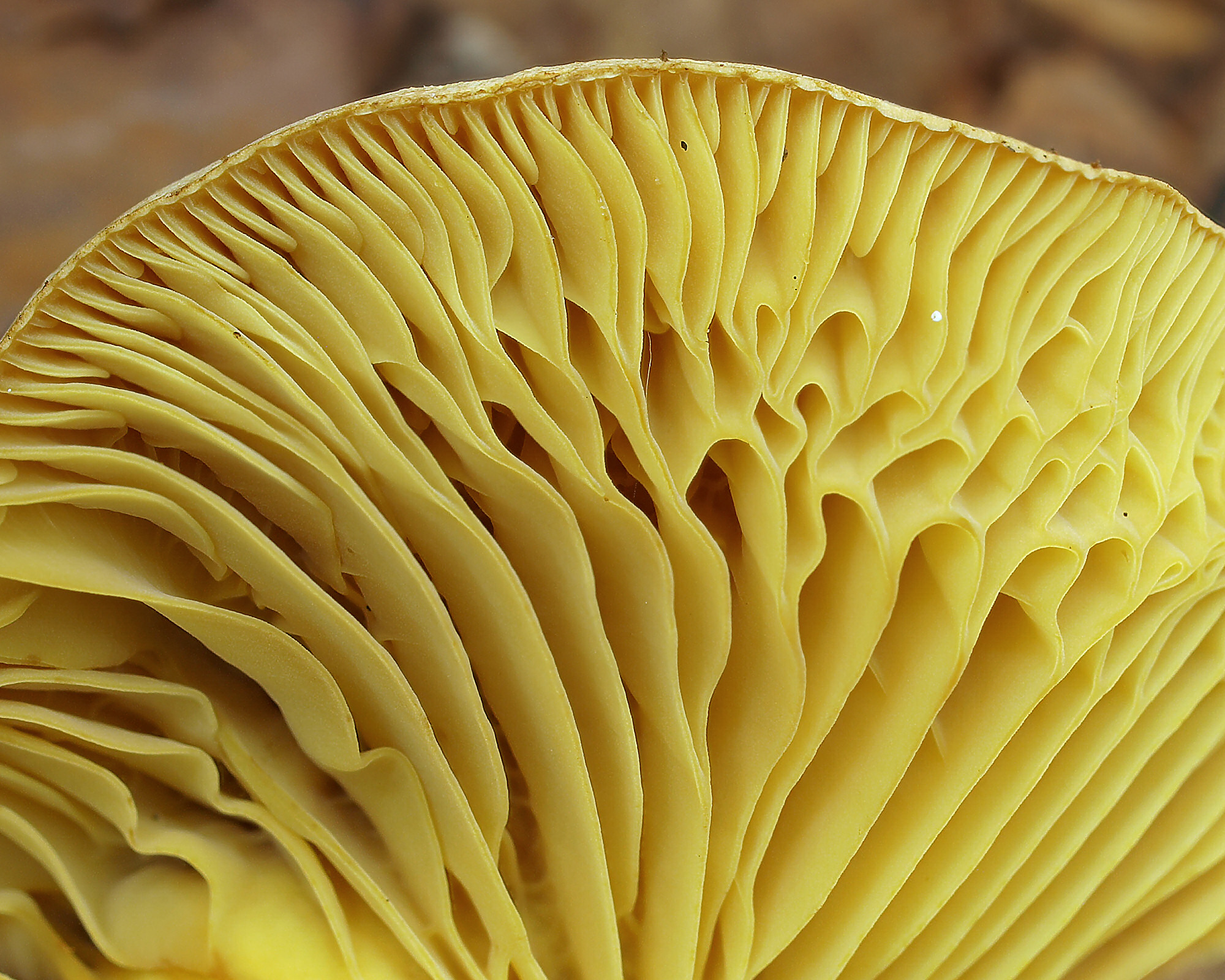
Lames anastomosées

Le chapeau (25–70 mm) est d'abord convexe puis avec l'âge, il s’aplatit et se déprime mais en gardant un mamelon central marqué.

## Écologie
C'est un champignon d'automne que l'on rencontre fréquemment sous les feuillus et plus rarement sous des conifères.

## Comestibilité
Il n'est pas considéré comme comestible. On pense qu'il pourrait provoquer des troubles gasto-intestinaux ou contenir de l'hémolysine.

## Espèces proches et confusions possibles
Le Tricholome soufré ressemble au Tricholome équestre. Il s'en distingue par l'odeur et la couleur.

## Taxonomie et systématique
On rencontre aussi l'orthographe Tricholoma sulfureum, son nom est dû à son odeur de soufre.
Tricholoma bufonium autrefois décrite comme une espèce à part entière est maintenant considérée comme une variété de Tricholoma sulphureum .